# Litoria hunti
Litoria hunti är en groddjursart som beskrevs av Richards, Oliver, Dahl och Burhan Tjaturadi 2006. Litoria hunti ingår i släktet Litoria och familjen lövgrodor. IUCN kategoriserar arten globalt som otillräckligt studerad. Inga underarter finns listade i Catalogue of Life.